# Benito Sáez González-Elipe
Benito Sáez González-Elipe (Manzanares (Ciudad Real) 1920 - València, 6 de març de 2009) fou un polític espanyol, governador civil d'Alacant en els darrers anys del franquisme.
Va lluitar a la Divisió Blava. Es llicencià en dret i fou lletrat Escala Tècnica Sindical. Establert a València, durant la dècada del 1940 hi fou un dels principals dirigents de Falange Española. Va ocupar els càrrec de Delegat provincial de l'Institut Social de la Marina, secretari general del Consell Econòmic Sindical de la Regió Valenciana i Inspector Provincial del Movimiento. També ha participat en missions econòmiques valencianes a Bèlgica, Extrem Orient i Escandinàvia. L'agost de 1973 fou nomenat governador civil d'Alacant. Va ocupar el càrrec fins a juny de 1976, quan fou nomenat governador civil de Pontevedra. Fou cessat l'octubre del mateix any.